# XIV століття

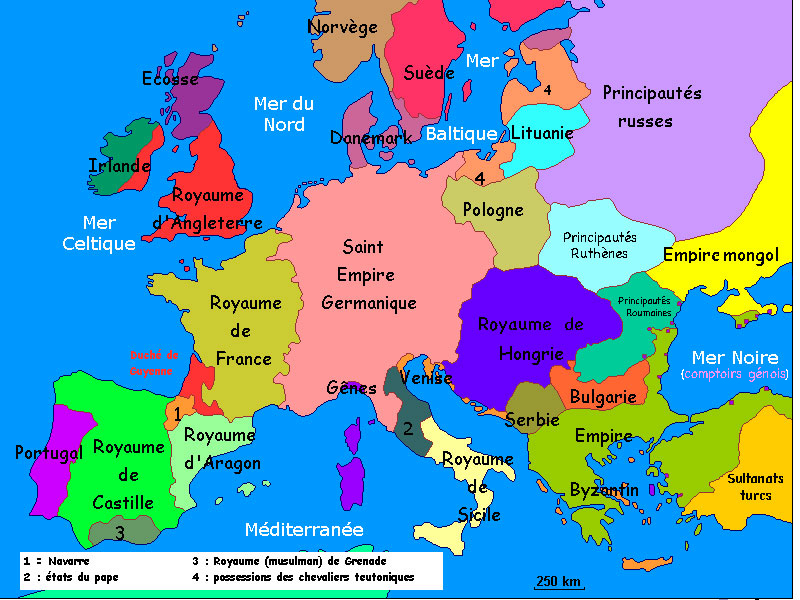
Європа на початку століття

Азія в 1335

XIV століття історики називають першим століттям Пізнього Середньовіччя. Європа пережила два великі нещастя: Великий голод 1315–1317 років та Чорну смерть — епідемію чуми, що почалася в 1340-х. Як наслідок населення Європи значно скоротилося, що призвело до зміни виробничих стосунків між селянами та феодалами. У другій половині століття Англію, Францію, Фландрію охопили повстання селян та міських робітників, зокрема Жакерія та повстання Вота Тайлера.
Внаслідок повстання червоних пов'язок у Китаї монгольську династію Юань змінила династія Мін. Почала втрачати контроль над завойованими землями Золота Орда. Наприкінці століття, проте, набрала сили імперія самаркандського еміра Тамерлана. Наприкінці століття зросла могутність турків-османів, які утвердилися в Європі, завоювавши значну частину колишніх візантійських земель й підкорили собі великі території балканських народів.
У долині Мехіко постало місто Теночтітлан, почалося становлення цивілізації ацтеків. Виникли перші державні утворення в Африці на південь від Сахари.
Державні утворення на території сучасної України втратили свою незалежність. Угорщина, Польща та Литва поступово стали витісняти ординців, одночасно ведучи боротьбу між собою.
Значними віхами в релігійному житті Європи були ліквідація Ордену тамплієрів, Авіньйонський полон пап, за яким відбулася Велика схизма. Продовжувалося поширення ісламу на території, окуповані Золотою Ордою, та в Індокитай. Культура Європи вступила в проторенесанс — епоху, що передувала Відродженню.

## Католицька церква
Століття розпочалося з конфлікту між папою римським Боніфацієм VIII та європейськими монархами, зокрема з королем Франції Філіпом Красивим. 1302 року папа видав буллу «Unam sanctam», що проголошувала абсолютний пріоритет церковної влади над світською. Французький король у відповідь послав військовий загін на чолі з Гійомом Ногаре, який заарештував папу, і, за народними переказами, начистив йому пику. Боніфацій VIII помер того ж року, новим папою було обрано Бенедикта XI, а після його короткого понтифікату папську тіару отримав профранцузький кандидат Климент V. 1308 року він переніс папську резиденцію до Авіньйона, який належав тоді королю Неаполя. Розпочався період, який Петрарка назвав Авіньйонським полоном пап. Він затягнувся до 1377 року.
1312 року папа Климент V під тиском французького короля розпустив Орден тамплієрів. Звинувачення храмових лицарів у єресі не знайшли підтвердження, однак було вирішено, що Орден втратив репутацію. Ще раніше багатьох тамплієрів було страчено.
1343 року Климент VI видав буллу Unigenitus, яка заклала підвалини практики надання церквою індульгенцій.
Після повернення папи Григорія XI з Авіньйона до Рима та його смерті в католицькій церкві виникла нова криза, яка отримала назву Великої західної схизми. Під тиском римлян конклав обрав новим папою Урбана VI. Незабаром у Франції ці вибори було оголошено незаконними, й альтернативний конклав обрав іншого папу Климента VII. Європейські держави розділилися на два табори, одні підтримували пап із Рима, інші — пап із Авіньйона.
На кінець століття припадає період діяльності англійського проповідника й критика церкви Джона Вікліфа, перекладача Біблії англійською мовою. В Англії його ідеї знайшли продовження в діяльності секти лолардів. Одним із натхненників повстання Вота Тайлера був священник Джон Болл.
У Празі 1391 року було збудовано Вифлеємську каплицю, призначену для чеських, а не німецьких, прихожан. 1393 року під тортурами в руках служителів імператора Вацлава IV помер священник Ян Непомуцький. Ці події сприяли поширенню гуситського руху на початку наступного сторіччя.

## Країни

### Україна-Русь

Близько 1301 року помер Лев Данилович. Його нащадки з роду Романовичів правили в Галицько-Волинському князівстві до 1323 року.  В 1321–1323 роках на князівство нападав литовський князь Гедимін. 
З 1325 року у Галицько-Волинській землі правив Юрій-Болеслав ІІ з польської династії П'ястів. Він загинув від руки вбивці 1340 року, заповівши перед тим князівство польському королю Казимиру III. Упродовж 1340-х війська Казимира окупували Галичину. 1349 року поляки захопили Львів.
Водночас на землі майбутньої України претендували литовські князі. 1324 року Гедимін посадив у Києві Міндовга Гольшанського, але литовці міцно заволоділи Києвом тільки з 1362 року, коли князь Ольгерд здобув перемогу над ординцями в битві на Синіх Водах. Литовці заволоділи також Черніговим.
Упродовж другої половини століття між поляками й литовцями точилася боротьба за галицькі та волинські землі, в якій періоди війни змінювалися нетривким миром. Кревська унія 1385 року об'єдналися Литву та Польщу в єдину державу під правлінням подружжя Ягайла та Ядвіги Анжуйської. Однак, боротьба не припинилася й після цього. Свої права на Литву став відстоювати Вітовт.  Між 1389 та 1392 роками тривала Литовсько-руська громадянська війна. Врешті Вітовт добився визнання самостійності Великого князівства Литовського, Руського та Жемантійського як васала Польщі.
Оскільки митрополити Київські перебралися до Володимира-на-Клязьмі, правителі Волині та Галичини неодноразово робили спроби добитися від константинопольських патріархів встановлення окремої православної митрополії на своїх землях. Галицьку митрополію було утворено в 1302–1303 роках. Вона існувала з перервами впродовж усього століття, чинячи опір зусиллям митрополитів Київських з осідком у Заліссі об'єднати всі руські землі під своїм впливом.

### Велике князівство Литовське, Руське і Жемайтійське
1316 року Велике князівство Литовське очолив князь Гедимін, за правління якого князівство охопило значні землі сучасної Білорусі та частину земель сучасної України. Упродовж століття Литва вела війни з Польщею, Тевтонським орденом, Московією, Ордою. Більшу частину століття литовці залишалися язичниками, хоча на землях Русі у князівстві панувало християнство. Ситуація змінилася після Кревської унії з Польщею, умовою якої було хрещення литовців. Великий князь Великого князівства Литовського Ягайло став також королем Польщі, а литовська знать отримала рівні права з польською шляхтою. Втім боротьба з Польщею не припинилася. Вітовт, інший претендент на престол князівства, у 1390-х добився влади, хоча й визнав себе васалом польського короля. 1399 року війська Вітовта зазнали поразки від сил хана Едигея у битві на Ворсклі, що завадило подальшому рухові за незалежність.

### Північно-Східна Русь
Заліська Русь перебувала в сильній залежності від Золотої Орди. Її князі отримували ярлик на правління від ординських ханів, зобов'язані були збирати для Орди данину й зверталися до ханів за судом у разі конфліктів. Часто поїздки в Орду закінчувалися стратами тих, кого ординці вважали винними. Поступово центр Заліської Русі став зміщуватися до Москви. 1325 року туди переніс свою резиденцію з Володимира-на-Клязьмі митрополит Київський Петро Ратенський.  З того ж року ярлик на княжіння утримував московський князь Іван Калита. У середині сторіччя фактичну владу мав митрополит Олексій Бяконт.
Середина століття знаменувалася боротьбою за верховенство між Москвою та Тверським князівством, яке здебільшого шукало союзників у Литві. 1327 року в Твері було вбито ординських збірників данини, за що ординці, військо яких очолював Іван Калита, суворо покарали місто.
З 1362 року володимирським князем було призначено Дмитра Івановича з Москви, прозваного пізніше Донським завдяки перемозі 1380 року над ординським воєводою Мамаєм на Куликовому полі. Куликовська битва має важливе значення в російській історіографії як перша значна перемога над ординцями, однак вона не була поворотною. 1382 року хан Тохтамиш спалив Москву. Дмитро Донський присягнув йому і завдяки цьому залишився при владі. На час правління Дмитра Донського припадає спорудження перших стін Московського кремля. 
Новгородська республіка зберігала впродовж століття свою незалежність і вічове правління. Почалися конфлікти новгородців зі шведами, які підкорили на той час Фінляндію.
Значною фігурою в духовному житті був чернець Сергій Радонезький. З 1370-х у Новгороді, потім у Москві, працював візантійський художник Феофан Грек, одним із учнів якого був Андрій Рубльов.

### Польща
На початку століття Польща була роздробленою, а Краків захопив чеський король Вацлав II. Однак після його смерті до країни повернувся з вигнання Владислав Локетек і почав її об'єднання. 1320 року його було короновано королем. Після Локетека правив його син Казимир III Великий. Саме за його правління Польща окупувала Галичину. Казимир III помер 1370 року без спадкоємців, і за угодою королівство перейшло до угорського монарха Людовика I Великого з Анжуйської династії, а 1384 року до його доньки Ядвіги, коронованої королем. Кревська унія 1385 року об'єднала Польщу й Литву в одну державу, якою спільно правили Ядвіґа та її чоловік Ягайло.
Упродовж усього століття Польща воювала з Литвою за Галичину й Волинь. Протистояння не припинилася навіть після Кревської унії, оскільки домагатися свого продовжував литовський князь Вітовт. Іншим постійним супротивником був Тевтонський орден із центром у Мальборку (Марієнбурзі), що окупував Помор'я (Померанію), відрізавши Польщу від Балтійського моря. Спроби поляків повернути собі ці землі не мали успіху.
За правління Казимира III у Кракові було засновано університет, який пізніше отримав назву Ягеллонського.

### Чехія
1306 року помер Вацлав III, останній представник династії Пржемисловичів на чеському троні. Оскільки Богемія входила до Священної Римської імперії, її королями надалі ставали князі з німецьких родин. 1310 року корону отримав Ян Люксембурзький. Він був авантюристом і більше воював у Європі, ніж піклувався про своє королівство, але його син Карл IV Люксембург став найвизначнішим чеським монархом в історії. За його правління в Празі було засновано Карлів університет й збудовано Карлів міст та Собор святого Віта. Карла Люксембурга було короновано імператором Священної Римської імперії, і Прага стала її столицею. Втім за межами Богемії особливої влади Карл не мав. Його син Вацлав IV довгий час був королем Німеччини, але його позбавили влади після інциденту зі смертю Яна Непомуцького.
Під кінець століття зріс вплив місцевої чеської знаті. 1391 року в Празі було збудовано Вифлеємську каплицю для чеського населення.

### Угорщина
На початку століття згасла династія Арпадів. У країні панував безлад, точилася боротьба між магнатами, на трон претендували князі сусідніх країн. Врешті королем став Карл I Роберт із Анжуйської гілки династії Капетингів. Поступово йому вдалося навести лад, чому особливо сприяла перемога в битві при Розгановцях. Син Карла Роберта Людвік I Великий успадкував за угодою також Польське королівство. Упродовж століття Угорщина вела боротьбу з Візантією за хорватські володіння, захопила на короткий час Відінське царство. Після смерті Людвіка I Великого королевою Угорщини стала його донька Марія Угорська, тоді як інша донька Ядвіґа отримала Польщу. 1385 року Марія Угорська одружилася з Сигізмундом I Люксембургом, який згодом став її співкоролем.

### Священна Римська імперія
Священна Римська імперія займала значну частину Центральної Європи, здебільшого німецькі землі, але входили до неї також Північна Італія, Чехія, Угорщина. Її правителя, який носив титул римського короля обирав рейхстаг. Коронацію на титул імператора проводив Папа Римський, але це відбувалося не завжди й залежало від політичної гри. Імперія вже не була монолітною, і часто римські королі та імператори не мали значної влади.
1308 року римський король  Альбрехт I з династії Габсбургів загинув від руки свого племінника. Новим римським королем обрано Генріха VII, першого з династії Люксембургів. Австрію та Штирію поділили між собою сини Альбрехта II Фрідріх та Леопольд. Генріх VII здійснив похід до Рима, щоб коронуватися на імператора, однак папи на той час були вже в Авіньйоні. Генріха Люксембурга все ж коронували, та зробити це довелося в Латеранському соборі, бо Ватикан займали війська неаполітанського короля Роберта. Далі Генріх VII пішов на Неаполь, але помер у поході.
1314 року в Німеччині обрано одразу двох королів: Фрідріха Австрійського та Людовика Баварського, які вже вели між собою війну. Обраний 1316 року Папа Римський Іван XXII відмовився коронувати і того й іншого. 1322 року в битві біля Мюдьдорфа Людовик Баварський завдав важкої поразки своєму супротивнику й захопив його у полон. Пізніше він відпустив Фрідріха Австрійського з умовою, що той домовиться зі своїм братом Леопольдом про припинення війни. Леопольд не згодився, і Фрідріх повернувся в полон, що вважається зразком лицарської шляхетності.
1324 року папа римський Іван XXII скасував обрання Людовика Баварського римським королем і відлучив його від церкви. 1327 року Людовик пішов на Рим із наміром коронуватися імператором. Оскільки папа відмовляв, Людовик влаштував вибори альтернативного папи Миколая V, який, утім, не здобув підтримки європейських суверенів. 1346 року папа Климент VI позбавив Людовика Баварського титулу імператора. Новим римським королем було обрано короля Богемії  Карла Люксембурга. Цей вибір було підтверджено 1349 року. В 1355 Карла Люксембурга було короновано в Римі імператором.
1356 року імператор Карл Люксембург затвердив Золоту буллу, що закріпила обрання римського короля за сімома курфюрстами. Правителі Австрійського герцогства до них не увійшли. У відповідь новий австрійський герцог Рудольф IV сфабрикував Privilegium Maius, збірку листів колишніх правителів, що мали підтвердити особливе значення Австрії. У них вперше згадувався титул ерцгерцога.
Вацлав IV отримав титул римського короля після смерті свого батька Карла IV, але втратив його після інциденту з Яном Непомуцьким.

### Апеннінський півострів
Північна частина півострова формально належала Священній Римській імперії, імператори якої не мали міцної влади навіть у німецьких землях. Фактично міста північної Італії: Венеція, Генуя, Падуя, Мілан, Флоренція та інші, були своїми власними республіками. Політична боротьба в цих республіках оберталася навколо протистояння гвельфів та гібелінів. Гвельфи були прихильниками Святого престолу, тоді як гібеліни підтримували імператора й аристократичну форму правління. Рим належав Папській державі, Святий престол мав значний вплив на всю європейську політику, проте папи впродовж століття деякий час мали резиденцію в Авіньойоні, під протекторатом Франції. За Неаполітанське королівство та Сицілійське королівство на півдні боролися арагонці та представники французької Анжуйської династії.
1302 року король Неаполя Карл II Анжуйський та король Сицилії Федеріго II уклали мирну угоду, що завершила війну сицилійської вечірні. Одним із наслідків укладення миру стало те, що арагонський кондотьєр Рожер де Флор організував Каталонську компанію — загін найманців-альмогаварів, яка захопила Ахейське князівство і правила в ньому понад півстоліття. Папа римський Іван XXII 1321 року відлучив від церкви короля Сицилії Федеріго II за зазіхання на землі Святого престолу. Арагонське королівство захопило Сардинію, витіснивши звідти пізанців.
1343  року Неаполітанське королівство успадкувала Джованна I. Їй також належав Прованс (тепер Франція). Королева Джованна відмовилася коронувати свого чоловіка Андрія Угорського, а незабаром Андрія вбили, що мало наслідком інтервенцію в Неаполь 1347 року угорського короля Людвика I Великого. Угорців прогнала з міста чума, а 1348 року Джованна продала папі Авіньйон, і папа проголосив її невинною у вбивстві.
1347 року народне повстання під проводом Кола ді Рієнцо проголосило Рим республікою.  Повстання зазнало поразки, й 1350 року ді Рієнцо втік у Прагу шукати підтримки в імператора, однак потрапив у в'язницю. Карл Люксембург видав його,  папі, ді Рієнцо винесли смертний вирок, але наступний папа звільнив його і повернув у Рим сенатором. Спочатку його прийняли радо, але після кількох вироків натовп розтерзав трибуна.
1350 року спалахнула Кафська війна між Венецією і Генуєю. Конфлікти між двома містами-республіками продовжувалися до кінця століття зі змінним успіхом, в залежності від того, кого вони могли залучити в союзники. 1376 року спалахнула Війна восьми святих між Папською державою і Флоренцією.
Королева Неаполя Джованна I у 1371 року стала правити також Ахейським князівством. 1378 року в Флоренції повстали чесальники вовни чомпі. Як наслідок уперше в історії в європейському уряді отримали представництво всі верстви суспільства. Того ж року папа повернувся в Рим, але одразу ж почалася Велика схизма — одночасне існування двох пап, у Римі й Авіньйоні.
1381 року Папа Римський Урбан IV через конфлікт із королевою Неаполя Джованною I віддав королівство Карлу з Дурреса. Карл III захопив Неаполь і полонив Джованну I. 1382 року королеву Джованну задушили. 1383 року Карл III успадкував Ахейське князівство. Потім між ним та папою Урбаном VI виник конфлікт, і Карл захопив понтифіка в полон. 1385 року Карл Неаполітанський захопив трон Угорщини, але ненадовго. Він загинув у результаті змови. Королем Неаполя став син Карла III Владислав, а в Ахейському князівстві запанував безлад. Антипапа Климент VII «віддав» Неаполітанське королівство Людовику II Анжуйському. 1387 року Отон Брауншвейзький, підтримуючи Людовика II Анжуйського, взяв Неаполь. Король Владислав утік у Гаєту.
1385 року владу в Мілані захопив  Джан Галеаццо Вісконті. Він отримав від імператора титул герцога. Мілан став захоплювати сусідні міста. 1396 року Генуезька республіка визнала себе васалом Франції за умови збереження міського самоуправління та свобод.

### Франція
На початку століття в Франції правив владний Філіп IV Красивий з династії  Капетингів. Саме за його правління відбувся розгром ордену Тамплієрів. Французький король конфліктував також із папою Боніфацієм VIII. Його війська навіть заарештували папу. Після смерті Боніфація VIII Філіп добився обрання профранцузького папи Климента, який переніс папську резиденцію до Авіньйона, який належав тоді Неаполітанському королівству, але був ближче до Франції. Шукаючи підтримки народу в протистоянні з папою Філіп Вродливий 1302 року скликав перші в історії Генеральні штати.
Після смерті Філіпа IV Вродливого династія Капетингів утримувала трон ще до 1328 року. Син Філіпа Людовик X проголосив усіх людей народжених вільними. Інший син Філіп V Довгий відновив положення Салічного закону, за яким трон не могла займати жінка, щоб завадити проголошенню королевою своєї племінниці й стати королем самому. Останнім королем із династії Капетингів був Карл IV Красивий.
1328 року на французький трон зійшов Філіп VI Валуа. Однак претендував на нього й англійський король Едуард ІІІ. Англійські королі з династії Плантагенетів мали на континенті значні володіння, щодо яких визнавали себе васалами королів французьких. Крім того були їхніми родичами. Претензії англійських королів на французький трон разом з бажаннями французьких королів вигнати англійців з французьких територій привели до низки збройних конфліктів між двома країнами, що отримали загальну назву Столітньої війни.
Перший період Столітньої війни, що розпочався 1337 року зі спроби французького короля захопити Гієнь, склався для французів невдало. Англійці висадилися на континент і почали рейди в французькі володіння. 1346 року вони завдали супротивникам значної поразки в битві при Кресі, що вважається переконливою демонстрацією сили англїйських лучників та довгого лука. 1356 року англійці святкували ще одну значну перемогу в битві при Пуатьє, в якій французький король Іоанн II Добрий потрапив у полон. Утім Едуарду III не вдалося захопити Реймс, щоб коронуватися в ньому, і війну продовжував, застосовуючи тактику спаленої землі, дофін Карл.
Поки король перебував у полоні, Генеральні штати прийняли великий березневий ордонанс і змусили дофіна підписати його. Ордонанс передбачав значну реформу політичного життя країни. 1358 року спалахнуло селянське повстання, знане як Жакерія. Його придушили війська короля Наварри Карла Злого. Францію заполонили банди грабіжників. Дофін Карл утік з Парижа під час бунту, але згодом повернувся зі значними силами й знову заволодів містом. Великий березневий ордонанс було скасовано. Перший етап Столітньої війни завершився 1360 року підписання договору в Бретіньї, за яким англійський король Едуард III отримав значні володіння на континенті, але відмовився від претензій на французьку корону.
Другий етап Столітньої війни розпочався 1369 року, коли Карл V Мудрий, тепер уже король Франції, денонсував угоди, укладені в Бретіньї. Конфлікт став ширшим, французи та англійці підтримували різних претендентів на трон Кастилії. У війні брала участь також Португалія. Війна склалася для французів дуже вдало. Вони зуміли відібрати в англійців майже всі володіння на континенті. 1389 року було підписано угоду про перемир'я, що тривало 13 років. 1380 року на трон зійшов юний  Карл VI. Йому та його опікунам вдалося придушити повстання в Фландрії, Руані та повстання майотенів у Парижі, але 1392 року король збожеволів і його довелося ізолювати. Формально регентом стала дружина Карла Ізабо Баварська, але фактично управління країною зосередив у своїх руках герцог Бургундії Філіп II Сміливий.

### Іберійський півострів

Іберійський півострів на 1400 рік

Південь Іберійського півострова все ще перебував під контролем Гранадського емірату, який утім визнавав сеньойритет Кастилії, західну частину півострова займало королівство Португалія, східна частина належала  Арагонській короні, а найбільшу центральну частину займала Кастильська корона.
Арагонській короні формально належали Сицилійське королівство (Тринакрія), а з 1311 року Ахейське князівство. За Неаполітанське королівство точилася боротьба між арагонськими та анжуйськими домами. 1321 року Арагон захопив  Сардинію. 1344 року Арагонське королівство поглинуло Майорканське королівство.
Між 1351 та 1369 роками а Кастилії бушувала громадянська війна — боротьба за трон між Педро I та  його зведеним братом Енріке II, складовою якої стала війна двох Педро — королів Кастилії й Арагону.  Переміг у громадянській війні Енріке II, започаткувавши Трастамарську династію. 1386 року англієць  Джон Гонт спробував скинути з трону Кастилії спадкоємця Енріке Хуана I, однак зазнав невдачі.
У Португалії після смерті короля Фернанду I 1383 року виникла династична криза,  наслідоком якої стала коронація Жуана I з Авіської династії.

### Англія
На початку століття в Англії правив Едуард I Довгоногий, владний король, який в останні роки свого життя захопив також шотландський трон. Його син, Едуард II був королем слабким, перебував під впливом фаворитів. Він втратив батькові завоювання в Шотландії. 1325 року проти нього організувала змову його власна дружина «французька вовчиця» Ізабелла. Трон перейшов до Едуарда III, тоді ще малолітнього. Незабаром Едуарда II убили. Едуард III правив півстоліття. Скориставшись негараздами в Франції, він заявив свої права на французький трон, що призвело до Столітньої війни, яка за правління Едуарда складалася для англійців дуже вдало. Англія сильно постраждала від Чорної смерті, що призвело до нестачі робочої сили. Король і парламент намагалися здолати проблеми законодавчо, обмежити зростання платні та заборонити переманювання робітників, але безуспішно.
Принц Уельський Едуард на прізвисько Чорний Принц, здібий полководець, помер раніше від свого батька, тому після смерті Едуарда III корону отримав Річард II. 1381 року відбулося повстання, на чолі якого став Вот Тайлер. Похід селян з Кенту на Лондон змусив короля до переговорів, але все ж повстання було придушене. 1387 року група магнатів, яку називали лордами-апелянтами здійняла бунт проти радників короля, правління якого розцінювала надто примхливим. Їй вдалося полонити Річарда II. За вироками Безжального парламенту радників короля було страчено. Річард II відновив свою владу, коли 1389 року з Іспанії повернувся Джон Гонт, найбагатша й найсильніша людина в Англії. Після смерті Гонта король конфіскував його землі. Тоді син Гонта Генріх Болінгброк, раніше вигнаний з країни, повернувся до Англії, скинув Річарда II з трону й проголосив себе королем Генріхом IV.

### Шотландія
Наприкінці XIII сторіччя англійський король Едуард I Довгоногий, скориставшись кризою наслідування в Шотландії, проголосив себе її королем. У 1304 англійці повністю окупували країну, а 1305 року — стратили борця за незалежність Вільяма Волеса. Проте вже наступного року шотландців очолив Роберт I Брюс. 1314 року він зумів завдати поразки англійцям біля Баннокберна, а 1328 року уклав з ними мир, домовившись із Едуардом III про одруження дітей. Коли Роберт Брюс помер, його син Давид II Брюс був ще малим. У країні почалися негаразди, й цим скористався англійський король Едуард III. 1333 року він розтрощив шотландців біля пагорба Галідон і знову підкорив Шотландію англійській короні. Давид II опинився в засланні в Франції й повернувся на шотландський трон лише в 1341 році. 1346 року він потрапив у полон до англійців. Його відпустили тільки в 1357, за значний викуп. Після смерті Давида Брюса шотландська корона перейшла до роду Стюартів. Утім до кінця століття королівська влада була слабкою й не могла впоратися зі свавіллям баронів.

### Північна Європа
Важливу роль в політиці Балтійського та Північно морів відігравав Ганзейський союз — гільдія купців з штаб-квартирою в Любеку. До Ганзи входило велике число міст Балтики, Ганза проводила свою власну політику й часто брала участь навіть у військових конфліктах. Іншим важливим гравцем на Балтиці був Тевтонський орден, якому належала Пруссія, Померанія, Курляндія і Лівонія, а пізніше — й землі естів.
1314 року король Норвегії Гокон V переніс столицю з Бергена в Осло. 1318 року повстання у Швеції змусило короля Біргера Магнуссона втекти в Данію. Наступного року трирічного Магнуса Еріксона, внука норвезького короля Гокона V, проголосили королем водночас Швеції та Норвегії, що означало об'єднання двох країн.
1343 року в Естонії спалахнуло повстання Юрієвої ночі проти німецьких і данських завойовників. Воно тривало до 1345 року. 1347 року Данська Естонія продана Тевтонському ордену.
1362 року король Норвегії Гокон VI проголосив себе також королем Швеції на противагу своєму батькові Магнусу Еріксону. Згодом батько й син примирилися й правили в Швеції разом. Але 1363 року шведська знать обрала королем Альбрехта Мекленбурга.  Гокон IV одружився з Маргаритою Данською і перейшов на бік Данії в її конфлікті з Ганзою. 1364 року Альбрехт Макленбург прогнав зі Швеції батька й сина Магнуса та Гокона. Наступного року Альбрехт розбив своїх супротивників у битві поблизу Гастакугена і захопив Магнуса Ерікссона в полон.
1375 року, після смерті Вальдемара IV, регентом Данії стала Маргарита I Данська. Королем проголошено її малолітнього сина Олафа IV. 1380 року Олаф IV отримав також Норвегію. 1396 року протеже Маргарити Данської Еріка Померанського проголошено королем Швеції  та Данії. 1397 року утворилася  Кальмарська унія, що об'єднала Данію, Норвегію та Швецію включно з Фінляндією в одну державу.

### Візантія
Попри відновлення Візантійської імперії після періоду латинського правління ромейські імператори вже не контролювали тих територій, що раніше. Трапезундська імперія була незалежною, Кілікійська Вірменія теж. Ахейське князівство потрапило під контроль Арагонського королівства.
Між 1321 та 1328 роками у Візантії тривала громадянська війна між прихильниками імператора Андроніка II Палеолога та його внука Андроніка III Палеолога.
1341 року, після смерті Андроніка III Палеолога, у Візантії розпочалася громадянська війна, що тривала до 1347 року. Візантійська знать проголосила імператором Іоанна VI Кантакузина, тоді як у Константинополі короновано малолітнього Іоанна V Палеолога. 1347 року  Іоанн Кантакузин з допомогою турків захопив Константинополь і став одноосібним імператором Візантії.
1351 року П'ятий Константинопольський собор затвердив ісихазм доктриною православ'я. Того ж року турки-османи вперше перетнули Дарданелли й увійшли в Європу. 1354 року вони захопили Галліполі та Дидимотику в європейській частині Візантійської імперії. 1361 року турецький султан Мурад I захопив Адріанополь і встановив у ньому свою столицю. 1363 року турки на чолі з Мурадом I здобули перемогу над сербами й окупували Фракію та Болгарію.  1369 року імператор Іоанн V Палеолог, намагаючись отримати допомогу від Заходу проти турків, прибув до Рима, де було укладено Римську унію — об'єднання західної та східної церков під верховенством папи римського.
1371 року візантійський імператор Іоанн V Палеолог, шукаючи захисту від наступу турків, присягнув на вірність Священній Римській імперії. 1373 року він,  утім, визнав себе васалом турецького султана Мурада I. 1387 року турки захопили  Фессалоніки, а в 1390-му турки захопили місто Філадельфію, останній візантійський анклав у Малій Азії. 1391 року султан Баязид I шість місяців тримав в облозі Константинополь.

### Османська імперія
Наприкінці XIII сторіччя почала зростати сила Османа Газі, який виділився зі складу сельджуків. Згодом його плем'я стали називати турками-османами. За правління наступника Османа Газі Орхана I турецьке військо, утворене з яничарів, стало могутньою силою. У 1340-х турки відігравали значну роль у громадянській війні у Візантії. Вони продовжували підкоряти собі міста Малої Азії, і врешті 1351 року переправилися  в Європу. З 1359-го турків очолював Мурад I, 1361 року він встановив свою столицю в щойно захопленому Адріанополі. Османи швидко захопили Фракію та Болгарію, потіснивши звідти сербів.
26 вересня 1371 року в долині річки Мариця біля Черномена (сучасна Болгарія) турецька армія розбила об'єднане військо сербів, хорватів, мадярів і болгар, яке очолював сербський король Вукашин. Сам король загинув у бою, а турки в результаті перемоги оволоділи майже всією Македонією, більшою частиною Болгарії і Сербії. 1373 року  візантійський імператор Іоанн V Палеолог вимушено визнав себе васалом Мурада I. Натиск турків в Європі продовжувався, і досяг кульмінації 15 червня 1389 року, коли турецькі війська, попри загибель султана Мурада I, розгромили об'єднані сили сербів та боснійців на Косовому полі. Сербія стала васалом Османської імперії. Турків очолив Баязид I.
1391 року султан Баязид I шість місяців тримав в облозі Константинополь. У 1392 турки захопили Скоп'є, в 1993 — столицю східної Болгарії Тирново, Фессалію. Наступ 1394 року на Волощину був невдалим, але того ж року турки відновили облогу Константинополя, яка триватиме вісім років. 1395 року турки стратили болгарського царя Івана Шишмана, але й у новому поході  султан Баязид I зазнав поразки від військ Мірчі I Старого в битві при Ровіне. Попри перемогу Мірча Старий утік у Трансильванію. Турки посадили на правління у Волощині Влада Узурпатора.
25 вересня 1396 року в битві біля Нікополя (Болгарія) турецька армія під керівництвом Баязида I розбила війська хрестоносців, на чолі з угорським угорським королем Сигізмундом I. Того ж року турки стратили відінського царя Івана Срациміра.
1399 року Баязид I вторгся в Сирію, що перебувала під контролем єгипетських мамлюків. Це вторгнення розізлило Тамерлана, який теж бажав завоювати Сирію, і призвело до розгрому османів на початку наступного століття.

### Володіння монголів
Монгольська імперія, що виникла в XIII столітті внаслідок завоювань Чингізидів, розпалася до початку XIV століття на кілька улусів, які лише формально визнавали верховенство великого хана в Каракорумі. До монгольських володінь належали Китай, де до 1368 року правила монгольська династія Юань, середньоазіатський Чагатайський улус, держава Хулагуїдів в Ірані та на прилеглих територіях і Золота Орда з центром на Волзі. Уґедейський улус на Алтаї припинив існування в 1310 році.
Династія Юань, що правила Китаєм, поступово переймала китайські традиції, державні інститути, мову й культуру, водночас претендуючи на верховенство в монгольському світі. Однак, правління монголів втрачало ефективність, і 1351 року спалахнуло повстання червоних пов'язок, лідерами якого була секта «Білого лотоса». 1368 року було проголошено  династію Мін корінних ханців, і монголи втратили Китай.
Чагатайський улус потрапив у сферу ісламу, що зрештою привело до його розколу й утворення в його східній частині Могулістану, який залишився вірним традиційній релігії монголів. Чагатаї вели майже постійні війни з Хулагоїдами. Нікудерійська Орда, що була васалом улусу, здійснювала походи в Індію проти Делійського султанату. Під кінець століття владу в улусі захопив емір Самарканду Тамерлан, який не був Чингизидом, правив через підстаних ханів-нащадків, що не завадило йому проголосити другу монгольску імперію.
Держава Хулагуїдів, що утвердилася в ХІІІ столітті в Ірані та Іраку, 1335 року розпалася на окремі династії Чобанідів і Джалаїридів. Протягом 1364–1368 років Джалараїди підкорили собі територію Чабанідів, але в кінці століття перед ними постала загроза з боку Тамерлана, який здобув кілька значних перемог над Джалараїдами, а 1401 року захопив Багдад.
Золота Орда в середині століття вступила в серію міжусобних воєн, що отримала назву Велика зам'ятня. Від неї відкололися Біла Орда й Синя Орда. Це дозволило Литві після перемоги на Синіх водах прогнати татар з українських земель. Залісся, проте залишалося в сфері впливу Орди. Владу в Орді на деякий час захопив темник Мамай. Він зазнав першої поразки від московських військ на Куликовому полі. Пізніше Мамая змістив ставленик Тамерлана Тохтамиш. 1382 року він помстився за поразку Мамая, захопив і спалив Москву. Однак, Тохтамиш розпочав війну з Терланом, і його війська було розгромлено. Відтоді почався занепад Золотої Орди.

### Індостан
Наймогутнішою державою Індостану на початку століття був Делійський султанат, в якому правила династія Хілджі. З півночі йому загрожували монголи з Чагатайського улусу, останній напад яких стався 1306 року. Нейтралізувавши цю загрозу, султанат почав завоювання центру та півдня Індостану, підкоривши собі  держави Хойсалів та Пандья.  1320 року до влади в султанаті прийшла династія Туглак. 1324 року султан Ґіятх ал-Дін Туґлак здійснив похід у Бенгал, змусивши деяких індуських правителів утікати в Непал.
1336 року Делійський султанат втратив контроль над півднем Індостану, де утворилася Віджаянагарська імперія. 1346 року вона поглинула державу Хойсалів, а 1347 року від Делійського султанату відкололася держава Бахмані. 1378 року Віджаянагара анексувала Мадурай.
1394 року в Делійському султанаті  почалася громадянська війна, що розколола його на східну та західну частини. Після вторгнення Тамерлана 1398 року султанат зовсім ослаб і роздробився.

### Китай
Першу половину століття Китай перебував під владою монгольської за походженням династії Юань і був частиною Монгольської імперії. Правління династії Юань завершилося в результаті повстання червоних пов'язок. 1368 року один з очільників повстання Чжу Юаньчжан проголосив себе імператором і утворив нову ханьську династію Мін. Новий імператор розірвав зв'язки з сектою Білого лотоса, яка розпочала повстання проти монгольського правління, і заборонив її. Він відновив систему державних іспитів та енергійно проводив реформи, водночас здійснюючи походи на північ проти монголів. Під час одного з таких походів була знищена монгольська столиця Каракорум.

### Японія
У 1330-х роках у Японії період Камакура змінився періодом Муроматі. 1333 року війська імператора захопили Камакуру й припинили правління сьогунів із роду Ходзьо. Деякий час після цього тривала реставрація Кемму, однак невдоволення самураїв деспотизмом імператора Ґо-Дайґо призвело до нового повстання. Ґо-Дайґо втік, було проголошено нового імператора. Утворилися два двори — північний та південний. Протистояння двох дворів, період Намбокутьо, тривало до 1392 року, хоча реальну владу в країні вже утримували сьогуни з кіотського району Муроматі.

### Африка

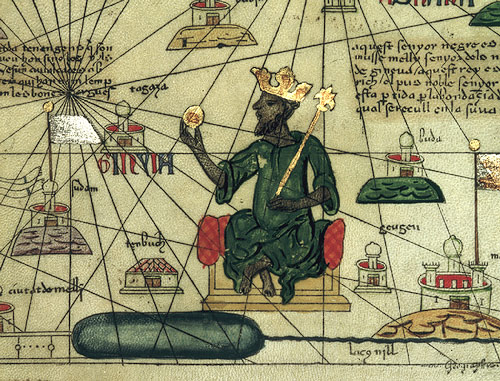
Манса Муса, що тримає золотий самородок (зображення з Каталонського атласу)

На першу половину століття припадає розквіт імперії Малі. Її тогочасний правитель Манса Муса здійснив хадж з величезною свитою, чим справив велике враження в ісламському світі. Наприкінці століття імперію Малі, вражену міжусобними війнами, змінила імперія Сонгаї.

### Месоамерика
У долині Мехіко панувала держава тепанеків Ацкапоцалько. 1325 року засновано Теночтітлан, що став столицею ацтеків у наступному столітті. Цивілізація мая уже кілька століть як занепала. Майбутня столиця інків, Куско, уже існувала, але нічим не виділялася.

## Культура
XIV століття відносять до проторенесансу, тобто вважається, що воно безпосередньо передувало Відродженню і у ньому вже проявлялися ознаки характерного гуманістичного світогляду. Перед у культурній царині вела Італія, де це століття називають треченто. Упродовж століття творили такі видатні літератори як Данте, Петрарка та Бокаччо. Серед художників виділявся Джотто та Сієнська школа.
Христина Пізанська, яка жила при французькому королівському дворі, вважається передвісницею фемінізму.
Найвизначнішим англійським поетом і письменником століття був Джеффрі Чосер, автор «Кентерберійських оповідань». На XIV століття припадє період творчості англійського філолософа Вільяма Оккама. 
Автор дидактичних творів Хуан Вільєнський жив у Кастилії й писав, зокрема, кастильською мовою.
У французькій та італійській музиці виник новий напрям Ars nova, видатними представниками якого були  Філіпп де Вітрі та Гійом де Машо у Франції, Франческо Ладіні в Італії. У православному світі працював композитор Іоан Кукузель, якому належали нововведення в церковному співі та теоретичний трактат.
В ісламському світі мандрівник Ібн Батута надиктував оповіді про численні країни, які йому довелося відвідати.  Ібн Хальдун написав екциклопедичний виклад філософії, історії, політики, економіки та права. Перський поет Гафіз прославився своїми газелями.
В Японії чернець Кенко написав «Нотатки знічев'я». Серед китайських письменників виділяються Ши Найань та Ло Гуаньчжун.